# 腓力 (腓力五世之子)
腓力 （前二世紀人物），他是安提柯馬其頓國王腓力五世之子，珀爾修斯同父異母的弟弟。
腓力後來被自己的哥哥珀爾修斯收為養子，儘管之後珀爾修斯自己親身兒子亞歷山大出生之後，仍舊對待腓力如己出，並視他為王位繼承人。隨著第三次馬其頓戰爭戰敗馬其頓滅亡，腓力被迫參加保盧斯的凱旋式，並羞辱地出場在的保盧斯座車前。之後腓力以俘虜的身份居於阿爾巴·弗詹斯（Alba Fucens），在養父兼兄長的珀爾修斯去世後不久，前164年時年僅18歲的腓力也跟著過世了。